# Lewis County (Kentucky)
Lewis County ist ein County im Bundesstaat Kentucky der Vereinigten Staaten. Das U.S. Census Bureau hat bei der Volkszählung 2020 eine Einwohnerzahl von 13.080 ermittelt.
Der Verwaltungssitz (County Seat) ist Vanceburg, benannt nach ihrem Gründer Joseph Calvin Vance.

## Geographie
Das County liegt im Nordosten von Kentucky, grenzt an den Bundesstaat Ohio, getrennt durch den Ohio River und hat eine Fläche von 1284 Quadratkilometern, wovon 29 Quadratkilometer Wasserfläche sind. Es grenzt in Kentucky im Uhrzeigersinn an folgende Countys: Greenup County, Carter County, Rowan County, Fleming County und Mason County.

## Geschichte
Lewis County wurde am 2. Dezember 1806 aus Teilen des Mason County gebildet. Benannt wurde es nach Meriwether Lewis, einem US-amerikanischen Entdecker, Soldaten und Verwaltungsbeamten. Er war maßgeblich an der Planung und Ausführung der Lewis-und-Clark-Expedition (Corps of Discovery, Entdeckungskorps) beteiligt.
Fünf Bauwerke des Countys sind im National Register of Historic Places eingetragen (Stand 10. Oktober 2017).

## Demografische Daten

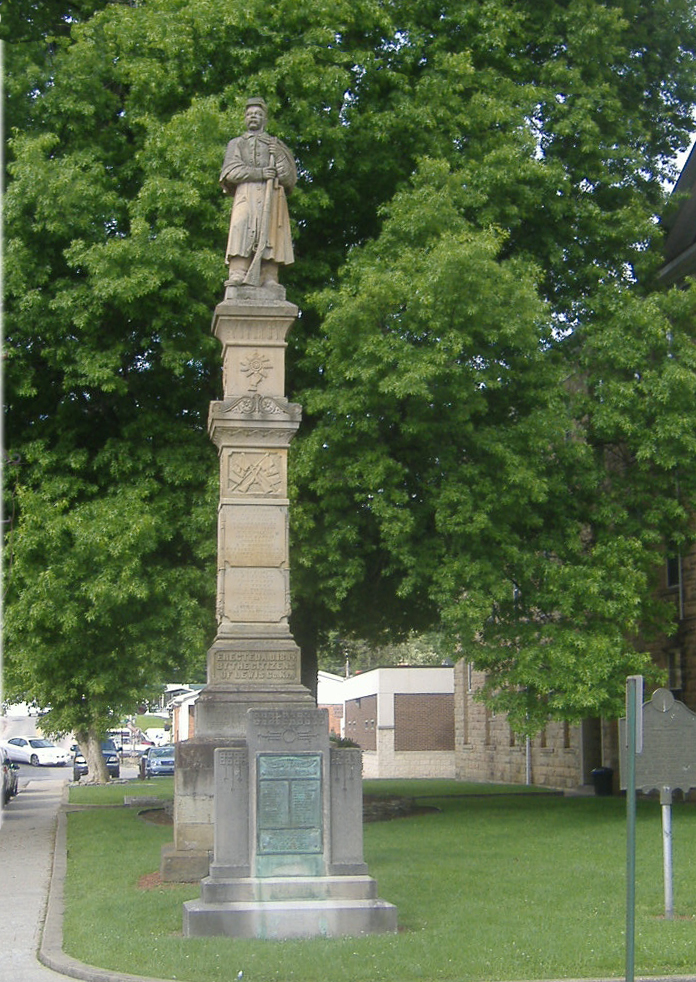
Union Monument in Vanceburg

Nach der Volkszählung im Jahr 2000 lebten im Lewis County 14.092 Menschen in 5.422 Haushalten und 4.050 Familien. Die Bevölkerungsdichte betrug 11 Einwohner pro Quadratkilometer. Ethnisch betrachtet setzte sich die Bevölkerung zusammen aus 98,92 Prozent Weißen, 0,21 Prozent Afroamerikanern, 0,21 Prozent amerikanischen Ureinwohnern, 0,03 Prozent Asiaten und 0,09 Prozent aus anderen ethnischen Gruppen; 0,55 Prozent stammten von zwei oder mehr Ethnien ab. 0,44 Prozent der Bevölkerung waren spanischer oder lateinamerikanischer Abstammung.
Von den 5.422 Haushalten hatten 35,1 Prozent Kinder und Jugendliche unter 18 Jahre, die bei ihnen lebten. 60,4 Prozent waren verheiratete, zusammenlebende Paare, 9,7 Prozent waren allein erziehende Mütter, 25,3 Prozent waren keine Familien, 22,5 Prozent waren Singlehaushalte und in 10,0 Prozent lebten Menschen im Alter von 65 Jahren oder darüber. Die Durchschnittshaushaltsgröße betrug 2,56 und die durchschnittliche Familiengröße lag bei 2,98 Personen.
Auf das gesamte County bezogen setzte sich die Bevölkerung zusammen aus 25,3 Prozent Einwohnern unter 18 Jahren, 9,1 Prozent zwischen 18 und 24 Jahren, 29,4 Prozent zwischen 25 und 44 Jahren, 23,7 Prozent zwischen 45 und 64 Jahren und 12,5 Prozent waren 65 Jahre alt oder darüber. Das Durchschnittsalter betrug 36 Jahre. Auf 100 weibliche Personen kamen 99,0 männliche Personen. Auf 100 Frauen im Alter von 18 Jahren alt oder darüber kamen statistisch 97,0 Männer.
Das jährliche Durchschnittseinkommen eines Haushalts betrug 22.208 USD, das Durchschnittseinkommen der Familien betrug 26.109 USD. Männer hatten ein Durchschnittseinkommen von 25.522 USD, Frauen 18.764 USD. Das Prokopfeinkommen betrug 12.031 USD. 23,5 Prozent der Familien und 28,5 Prozent der Bevölkerung lebten unterhalb der Armutsgrenze. Davon waren 36,4 Prozent Kinder oder Jugendliche unter 18 Jahre und 21,3 Prozent waren Menschen über 65 Jahre.

## Orte im County
- Awe
- Buena Vista
- Burtonville
- Carrs
- Charters
- Clarksburg
- Concord
- Cottageville
- Covedale
- Crum
- Emerson
- Epworth
- Fearisville
- Firebrick
- Garrison
- Glen Springs
- Harris
- Herron Hill
- Irwin
- Kinniconick
- Kirkville
- Nashtown
- Pence
- Petersville
- Poplar Flat
- Queens
- Quincy
- Rexton
- Ribolt
- Rugless
- Saint Paul
- Stricklett
- Tannery
- Tollesboro
- Trinity
- Vanceburg